# Fredrik Rung
Fredrik Ludvig Rung, född 20 juli 1758 i Stockholm, död där 1 februari 1837, var en svensk skulptör, hovciselör och professor.
Rung studerade vid ingenjör Olof Årres skola i Stockholm samt vid Konstakademien och under studieresor till Tyskland, Nederländerna och England. Han utnämndes till hovciselör 1779. Han var från 1791 aktieägare i Älvdalens porfyrverk och var en av verkets första decennier en av de dominerande tillverkarna av brännförgyllda bronsbeslag till Älvdalens produktion. Rung tillhörde den grupp av konstnärer som arbetade under Louis Masreliez vid rumsinredningen på Stockholms slott under senare delen av 1700-talet. Tillsammans med ebenisten Gottlieb Iwersson utförde han ett konseljbord av mahogny för Gustav IV Adolfs konseljrum. För Hagapaviljongens sängkammare utförde 1782 han en praktljusstake och en inbyggd alabasterstatyett. Rung finns representerad vid Nationalmuseum i Stockholm.
Han var son till gördelmakaråldermannen och kaptenen vid Stockholms borgerskaps infanteri Fredrik Rung och Anna Sophia Wester och bror till Johan Daniel Rung. Han var gift första gången med Anna Charlotta Pfeffer och andra gången med Sophia Ulrika Pfeffer.